# Owen Cooper
Owen Cooper este un actor englez, cunoscut pentru rolul băiatului care și-a ucis colega, din serialul Adolescence de pe Netflix în anul 2025.

## Biografie
Acesta s-a născut în orașul Warrington din Anglia, în jurul anilor (2009-2010), având vârsta neaproximativă de 15 sau 16 ani.
Mama acestuia este îngrijitoare, iar tatăl acestuia lucrează în domeniul IT. Acesta mai are doi frați mai mari, dar care nu sunt actori. Inițial, acestia voia să devină fotbalist, la echipa Warrington Rylands, însă acesta a decis să ia cursuri de actorie cu The Drama Mob la Manchester.

## Carieră
Acesta s-a făcut remarcat prin rolul băiatului din miniseria Adolescence disponibilă pe Netflix. Acest rol i-a câștigat aprecierea critică, chiar pe scară largă. Evening Standard, susține că este cea mai mare performanță pentru un debut, din partea unui copil actor. A fost selectat să joace în rolul tânărului Headcliff în filmul Wuthering Heights al lui Emerald Fennell, care urmează să fie lansat în 2026.

## Filmografie
- Rolul băiatului Headcliff, în filmul Wuthering Heights, planificat să se lanseze în anul 2026.
- Rolul băiatului care și-a ucis colega de școală, în filmul Adolescence, 2025.